# Венецианская школа (музыка)

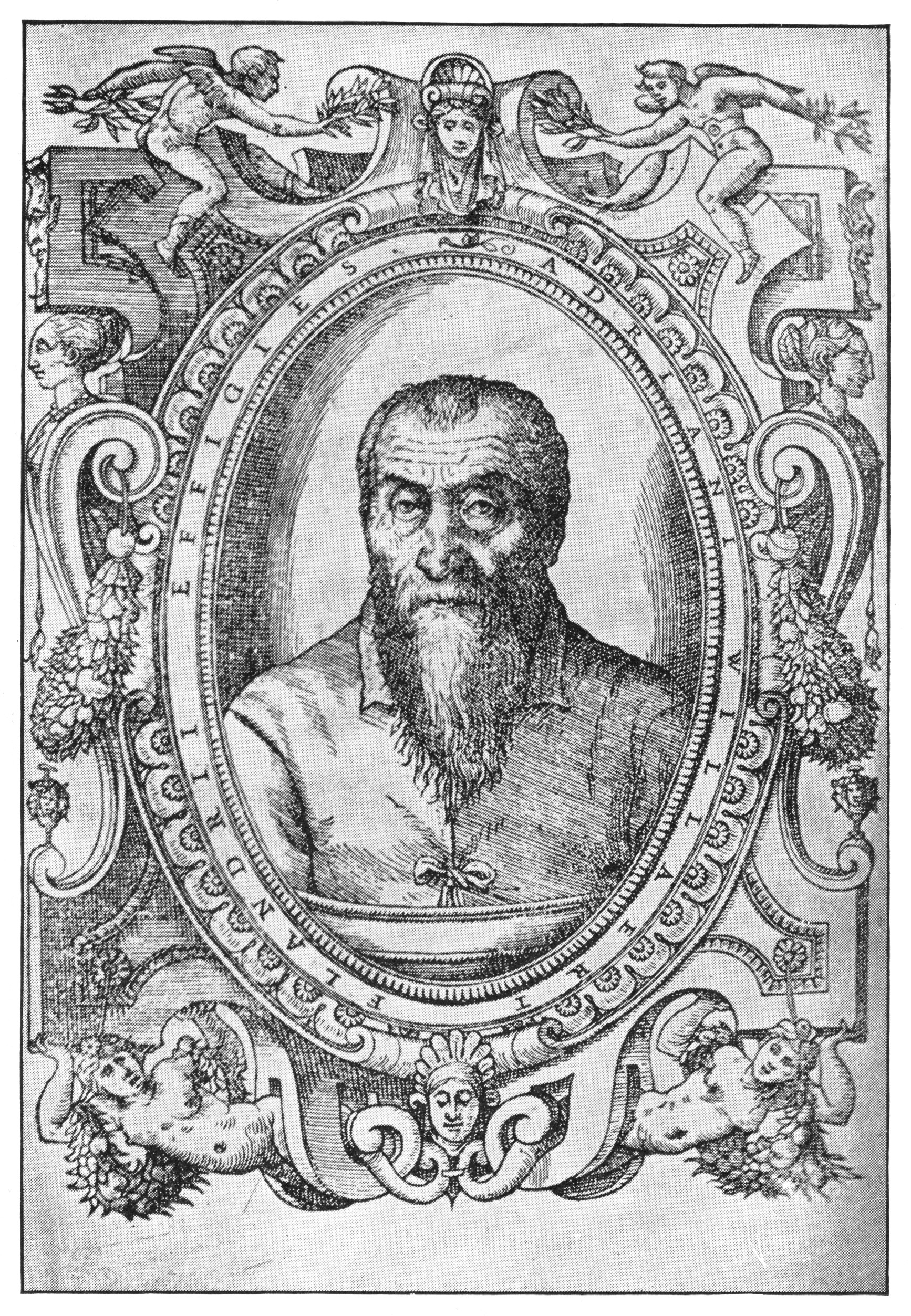
Адриан Вилларт, основатель

Венецианская школа (итал. Scuola veneziana) — направление композиторского искусства в Венеции в музыке позднего Возрождения и раннего барокко.
Венецианская школа музыки развивалась на протяжении нескольких десятилетий, с середины XVI вплоть до середины XVII столетия, и имела общеевропейское значение. Основателем её считается работавший в Италии фламандец Адриан Вилларт. Среди других композиторов, которых традиционно причисляют к венецианской школе, Чиприано де Роре, Джованни Кроче, Клаудио Меруло, Андреа Габриели, Джованни Габриели, Клаудио Монтеверди, Джованни Бассано.
Венецианская школа внесла значительный вклад в развитие инструментальной музыки — в органных токкатах и в других чисто инструментальных музыкальных формах. Важнейшей её новинкой, вошедшей в историю музыки, стала концепция музицирования в помещениях путём развития так называемой многохорности, в отличие от полифонии «первой практики» (prima prattica), что послужило стимулом к рождению нового стиля «кончертато» (в рамках эстетики seconda prattica, «второй практики»), для которого типично разделение соло и аккомпанемента, их противопоставление, начиная с вокальной музыки (Клаудио Монтеверди) и заканчивая музыкой инструментальной («соната»).